# Tours de Barzan
Pour les articles homonymes, voir Barzan.
Les tours de Barzan (en arabe برج برزان), aussi connues sous le nom de tours du fort Umm Salal Mohammed, sont des tours de surveillance ayant été construites à la fin du XIXe siècle puis rénovées en 1910 par le sheikh Mohammed bin Jassim Al Thani,. Elles sont situées sur le côté sud d'un système défensif établi entre la fin du XIXe siècle et le début du XXe siècle pour protéger le rawdat, une vallée où est collectée l'eau de pluie. En arabe, barzan signifie « lieu en hauteur »,.
Les bâtiments ont été restaurés à nouveau en 2003. Les tours mesurent 16 m de hauteur. Le fort est relié à deux autres bâtiments fortifiés situés à l'ouest et à une autre tour située au nord. Les tours de Barzan pourraient avoir été construites en hauteur pour permettre également de surveiller les pêcheurs de perle, les bateaux au large qui approchaient et comme observatoire pour étudier la Lune pendant le Ramadan,. Il sert aujourd'hui de musée.

## Histoire
Les tours de Barzan ont été construites à la fin du XIXe siècle et ont été rénovées au début du XXe siècle par Mohammed bin Jassim Al Thani pour surveiller d'éventuels mouvements militaires de l'Empire ottoman. Son père avait été défait par les Ottomans quelques années plus tôt pendant la bataille d'Al Wajbah, les tensions restaient fortes. Les Qataris natifs l'utilisaient pour scruter la Lune pendant le mois du Ramadan. Les tours ont été restaurées en 2003 par les autorités qataries,.

## Géographie
Les tours de Barzan se situent dans la ville d'Umm Salal Mohammed, dans la municipalité d'Umm Salal qui se situe à environ 10 km de la côte et 15 km au-dessus de Doha, la capitale du Qatar. D'un côté des tours se trouvent de grandes maisons modernes et de l'autre des habitations improvisées. L'ancienne maison fortifiée de Jassim bin Mohammed Al Thani, parfois appelée château, se situe entre les tours, à côté d'un oasis dans lequel se trouvent des arbres verts, des palmiers et des animaux,.